# Qualcomm
Qualcomm é uma empresa norte-americana fundada em 1985 que produz os chipsets dos celulares de tecnologia CDMA e W-CDMA.
A empresa é também responsável pelo cliente de e-mail Eudora e pela plataforma de criação de aplicativos para celulares Brew. É proprietária da marca Snapdragon, que produz processadores para smartphones. Teve uma parceria com a Tectoy na produção do console de videogame Zeebo. Em Outubro de 2016 adquiriu a NXP Semiconductors por 47 bilhões de dólares.
A Qualcomm anunciou em 27 de dezembro de 2017 que o brasileiro Cristiano R. Amon foi promovido a presidente da empresa.
Amon, que foi vice-presidente executivo da companhia e presidente da divisão CDMA Technologies (QTC), assumiu o cargo de presidente da empresa em 4 de janeiro de 2018. “Em seu novo papel, Amon irá formular e gerar estratégias-chave para o crescimento da empresa nos negócios principais, bem como novas oportunidades de negócios”, diz o comunicado oficial. 
O nome Qualcomm vem do acrônimo em inglês Quality Communications.

## Participação no programa devigilância mundial
Em 13 de maio de 2014, no livro Sem lugar para se esconder, de Glenn Greenwald foram revelados os nomes das empresas-chave na parceria com a NSA no programa de vigilância e espionagem mundial ordenado pelo governo americano ao redor do mundo.
Os documentos publicados mostram as companhias americanas que fizeram alianças com a NSA no programa de vigilância global e são parceiras diretas com o governo americano na espionagem e vigilância mundial.
Entre elas está a Qualcomm, fabricando e vendendo no mercado mundial equipamentos com backdoors para os malwares que facilitam a espionagem. Entre as empresas citadas pelo livro como parceiras da NSA estão Cisco, Oracle, Intel, Qwest, EDS, AT&T, Verizon, Microsoft, IBM.
A Qualcomm está entre as principais empresas no fornecimento de chipsets e outras tecnologias, incluindo processadores para dispositivos móveis, como por exemplo telefones celulares e componentes de hardware e software distribuídos ao redor do mundo e, em parceria com a NSA, fabricando e vendendo no mercado mundial equipamentos com backdoors para os malwares que facilitam a espionagem. Seus equipamentos têm papel fundamental na espionagem americana em vários países incluindo, mas não se limitando a  Brasil, Japão, Coreia do Sul, França, Alemanha.
A presidência da empresa não quis comentar o assunto quando surgiram as primeiras informações sobre a parceria da Qualcomm com a NSA, documentadas em maio de 2014.